# Aumühle (Wört)
Die Aumühle ist ein Teilort der Gemeinde Wört im Ostalbkreis in Baden-Württemberg.

## Beschreibung
Die Mühle steht etwa einen Kilometer nordwestlich von Wört direkt am Auweiher, einem größeren Mühlteich im Lauf der Rotach. An den wenigen Häusern vorbei führt die L 2220, in Bayern dann St 2220, von Ellwangen nach Dinkelsbühl.

## Geschichte
Die Mühle wurde das erste Mal 1379 als Mühle bei der Aubrücke erwähnt. Sie gehörte zu dieser Zeit dem Dinkelsbühler Spital.